# Macristis
Macristis — рід еребід з підродини совок-п'ядунів, представники якого поширені на Карибських островах.

## Систематика
У складі роду:
- Macristis bilinealis Barnes & McDunnough, 1912
- Macristis flavipennis Barnes & Benjamin, 1924
- Macristis geminipunctalis Schaus, 1916
- Macristis pharosalis Schaus, 1916
- Macristis schausi Barnes and Benjamin, 1924